# Pentaschistis capillaris
Pentaschistis capillaris är en gräsart som först beskrevs av Otto Stapf, och fick sitt nu gällande namn av Mcclean. Pentaschistis capillaris ingår i släktet Pentaschistis och familjen gräs. Inga underarter finns listade i Catalogue of Life.